# Lâm Thao, Định Tây
Lâm Thao (chữ Hán phồn thể:臨洮縣, chữ Hán giản thể: 临洮县, bính âm: Líntáo Xiàn, âm Hán Việt: Lâm Thao huyện) là một huyện thuộc địa cấp thị Định Tây, tỉnh Cam Túc, tỉnh Cam Túc, Cộng hòa Nhân dân Trung Hoa. Huyện Lâm Thao có diện tích 2851 km², dân số năm 2004 là 530.000 người. Mã số bưu chính của huyện Lâm Thao là 743500. Chính quyền huyện đóng tại trấn Thao Dương. Về mặt hành chính, huyện này được chia ra các đơn vị hành chính gồm 5 trấn, 28 hương.
- Trấn: Thao Dương, Bát Lý Phố, Tân Thiêm, Tân Điếm, Thái Thạch.